# Raucourt-au-Bois

Raucourt-au-Bois este o comună în departamentul Nord, Franța. În 1 ianuarie 2022 avea o populație de 152 de locuitori.